# Faneva Imà Andriatsima
Faneva Imà Andriatsima (Antananarivo, Madagascar; 3 de junio de 1984) es un futbolista de Madagascar que juega en la posición de delantero.

## Carrera

### Club
| Periodo   | Club                   |
| --------- | ---------------------- |
| 1999-2001 | AS St. Michel          |
| 2001–2007 | USCA Foot              |
| 2007–2009 | FC Nantes              |
| 2008      | → AS Cannes (cedido)   |
| 2008–2009 | → US Boulogne (cedido) |
| 2009–2010 | Amiens SC              |
| 2010–2012 | AS Beauvais            |
| 2012–2016 | US Créteil             |
| 2016–2018 | FC Sochaux             |
| 2018      | Le Havre AC            |
| 2018–2019 | Clermont Foot          |
| 2019–2020 | Abha Club              |
| 2020      | Al-Fayha FC            |
| 2020–2021 | Al-Hamriyah Club       |

### Selección nacional
Debutó con Madagascar en 2003 y su primer gol lo anotó ante Mauricio el 23 de octubre de 2005 en un partido amistoso jugado en Antananarivo que terminó con victoria para Madagascar por 2-0. Jugó 47 partidos y anotó 14 goles hasta su retiro en la Copa Africana de Naciones de 2019 donde anotó un gol en el empate 2-2 ante República Democrática del Congo. Es el primer futbolista malgache en ser nominado a Mejor Futbolista Africano del Año en 2018.

## Logros

### Club
USCA Foot
- THB Champions League (1): 2005[2]
- Copa de Madagascar (1): 2005[3]

Créteil
- Championnat National (1): 2013

### Individual
- Nominado a Futbolista Africano del Año: 2018[4]
- Goleador en la Clasificación para la Copa Africana de Naciones de 2019
- Nombrado Caballero de Madagascar en 2019[5]